# ぼくと未来屋の夏
『ぼくと未来屋の夏』（ぼくとみらいやのなつ）は、講談社のレーベル「ミステリーランド」より刊行されているはやみねかおるの小説作品、およびそれを原作とした武本糸会による漫画作品。続編の予定はなかったが、著者が武本糸会の漫画版を気に入ってその後もスピンアウト作品が書かれた。

## 概要
典型的なひと夏の冒険物語を題材にしているが、著者特有の優れた文章力によって感性豊かな少年の心が捉える情景描写が特徴である。作中を通してあるひとつの節目を迎えた主人公風太が、今まで何の疑問も抱かなかった生まれた町を俯瞰することにより、リアルに世界を認識しそれを豊かな感性で表現することで大人への目覚めを描写する。また、猫柳という親密な大人を通して大人の身勝手さや理不尽さを知り、大人というものがどういうものかを認識することにより、自身も大人びていく様も描写される。

## あらすじ
「髪櫛町」という田舎に住んでいる小学6年生の山村風太は、一学期の終了式を終え重たい荷物に埋もれながら下校していた。風太はそこで、「未来屋」を名乗る猫柳健之介という奇妙な男に声をかけられる。「未来を知りたくないかい？」その一言から、2人の奇妙な夏休みの冒険が始まる。

## 登場人物
山村風太（やまむら ふうた）
髪櫛小学校六年生。社会と図工が苦手である。
運動はできないというわけではないが、スポーツ少年団などには入っていない。性格は極めて冷静。熱くなったり攻撃的な所は無いが、探究心や好奇心が強く知識も豊か。
自由研究を通して町のあちこちにある伝奇や歴史を知り、そして鉄塔の上に上ったその時にあらためて自分の生きてきた世界を俯瞰し、一段と大人びる。作中では通り過ぎていく幼いこども達を見て、ぼくにもあんな時代があったと思いを馳せたり、「そこまでこどもじゃない」ときっぱり言う。猫柳と出会い、こどもより良い思いをできて悠々自適な日々を送る大人像を目の前に、こどもの世界で生きている自身の状況を霞んで見えると言うなど大人に対する意識が深める。それと同時に大人である猫柳に対し畏れ多い感情も抱く。
小説と漫画版では性格に大きな違いがある。小説では自身の限られた世界に喜びや郷愁や無力感など、さまざまな感情を抱く硬派さを持つ。漫画版は委員長の存在によって劣等感を抱きながらも、彼女の心を救うことによって、それでも上から踏みつけるという道は選ばないという独自のドラマを見せる。
漫画版の連載前に描かれたカットでは本編とは違い髪が短い短髪である。
大人びた委員長に対し引け目を感じている。漫画版作中の表情からそれなりの好意的な感情は持っているように見られる。
作中で理想的な自身を主人公にした小説を書いているが、序盤はその推理もこどもらしい発想だった。しかし作中物を考える力をつけ、小説内で書かれる推理もしっかりとした考察に基づいたものになっていく。
猫柳健之介（ねこやなぎ けんのすけ）
百円で未来を売る、自称「未来屋」。女性好きで長身。風太曰く「ふつうでないひと」。この作品の狂言回し。
作中を通して風太に一番近い大人であり、彼こそが風太の目を通して語られる大人像である。
性格は女性に対して優しいが、風太に対しては冷たく意地悪。こどもを傷つけはしないというが、風太を蹴り飛ばしている。
風太をこども扱いしない意図であり、それ故にこどもであっても未来を告げる時にはお金を搾取し、自らのスペースを作り出すために風太の部屋に不要なガラクタを押し付け冷房の効いた部屋で悠々自適に夏休みを過ごす。
未来屋故に未来あるこどものことを大切にする。だからこどもに対し、だらだらと無意味に過ごすことを良しとせず常に何か行動することを一番良しとする。
山村大地（やまむら だいち）
風太の父。ジュブナイルSF作家。
山村美空（やまむら みそら）
風太の母。
山村光（やまむら ひかる）
風太の妹。髪櫛小1年生。
大原留美子（おおはら るみこ）
風太の担任である髪櫛小の新人教師。猫柳から強引にデートのお誘いを受けて以来、すっかり仲良くなる。
桑原大助（くわはら だいすけ）
風太の友人。趣味は映画鑑賞と生物研究。1つ年下の川島真理に想いをよせている。
原作ではほとんど出てこないが、漫画版だとその存在が濃厚に描写される。
中島創生（なかじま そうせい）
「髪櫛町のレオナルド・ダ・ヴィンチ」。
風太から見た、到底理解できない闇を持った大人。
少年名探偵WHO
風太が描く小説「少年名探偵WHO」の主人公、そして風太の分身的存在。彼を主人公とした続編が描かれた。
シャーロック・ホームズのような服装で、立派な事務所も構えている。
ネコイラズ
風太作「少年名探偵WHO」に登場する名探偵WHOの助手。
洞察力はそこそこ高い。
委員長
漫画オリジナルキャラクター。風太の同級生であり、しっかり者。
警察官である早野太郎とは知り合い。
風太や猫柳が事件を解決し、それによって心の救われる人という立ち位置である。それと同じく、彼女も早野太郎の心の支えとなる。
少年名探偵WHOに登場する彼女は、あくまで風太が現実世界の委員長を見た上で想像した空想の存在である。
それ故に別人であり、風太が大人びた委員長に対し引け目を感じているせいかかなり幼く描かれている。

## 漫画
『月刊少年シリウス』（講談社）において、武本糸会の作画により2005年7月号より2006年9月号まで連載された。単行本は全2巻。ラストには原作でも描かれていない謎めいたエピローグが描かれている。

## 単行本
- 武本糸会/漫画、はやみねかおる/原作『ぼくと未来屋の夏』 講談社〈シリウス・コミックス〉、全2巻
  1. 2006年1月23日発行 ISBN
  2. 2006年7月21日発行 ISBN

## 関連
- ラプラスの悪魔 - 猫柳が読んでいた本。
- サンジェルマン伯爵